# Guatteria eriopoda
Guatteria eriopoda là một loài thực vật thuộc họ Annonaceae. Đây là loài đặc hữu của Peru.